# Lublaňská provincie
Lublaňská provincie (německy Provinz Laibach, italsky: Provincia di Lubiana, slovinsky Ljubljanska pokrajina) byla – v zásadě autonomní – správní, finanční a kulturní jednotka pod italskou okupační správou zřízená královským dekretem 3. května 1941 na území Notranjska a Dolenjska. Jakmile v září 1943 Itálie kapitulovala, byly italské provincie Udine, Gorizia, Trieste, Pola, Fiume a Quarnaro sloučeny s okupovanými částmi Slovinska do tzv. Operationszone Adriatisches Küstenland (Operační zóna jadranské pobřeží), což znamenalo přímý německý vliv. Provincie definitivně zanikla v květnu 1945. Správním centrem byla Lublaň.

## Vývoj
Již 17. května 1941 svolal Benito Mussolini jednání poradního orgánu tvořeného zástupci slovinského politického a hospodářského života. Orgán však nikdy neměl zásadní význam. Italové v rámci svého záboru nebránili fungování slovinského kulturního života, univerzity či akademie věd. Slovinci také nebyli odváděni do italské armády. V období od dubna do června 1941 do Lublaňské provincie přišlo velké množství Slovinců z říšskoněmeckého záboru, kde byly podmínky pro Slovince podstatně těžší.
Správa byla dvojjazyčná a italština byla vyučována povinně na všech školách. Na rozdíl od ostatních italských provincií nestál v čele Lublaňské provincie prefekt, ale z Říma jmenovaný vysoký komisař (Alto Commissario provinciale), což mělo symbolizovat odlišné – autonomní postavení provincie uvnitř Itálie. Prvním vysokým komisařem byl Emilio Grazioli. Jenž byl v roce 1943 krátce vystřídán Giuseppe Lombrassou, poté se novým vysokým komisařem stal generál Riccardo Moizo.
V květnu 1941 bylo v rámci Lublaňské provincie vytvořeno 5 okresů: Lublaň (Lubiana), Logatec (Longatico), Kočevje (Cocevie), Črnomelj (Cernomeli) a Novo mesto. V čele okresu stáli okresní komisaři (Commissari distrettuali), kteří byli většinou rodilí Slovinci. V ostatních italských provinciích odpovídala této pozici funkce podprefekta (sottoprefetti).
Slovinské obyvatelstvo však ve velké míře s okupanty nespolupracovalo, což se odrazilo také v masové podpoře Osvobozenecké fronty. Již 11. dubna 1941 ustavil komisař Grazioli zvláštní soud pro potírání podvratných aktivit (Tribunale Straordinario per la repressione dell'attività sovversiva), který v říjnu 1941 vynesl první rozsudky smrti.
Po kapitulaci Itálie v září 1943 byla provincie obsazena říšskoněmeckou brannou mocí. Němci převzali italský správní systém. Lublaňská provincie sice nadále formálně patřila pod Itálii, ale její podřazení pod Operační zónu jadranské pobřeží znamenalo přímou německou kontrolu, kterou reprezentoval Friedrich Rainer. Ten civilní správu v zásadě svěřil lublaňskému starostovi Leonu Rupnikovi. Německý řád v provincii reprezentovali Erwin Rösener a Hermann Doujak.
Lublaňská provincie zanikla po vítězství Titových partyzánů 9. května 1945.